# Sân bay Porto Amboim
Sân bay Porto Amboim (IATA: PBN, ICAO: FNPA) là một sân bay ở Porto Amboim, tỉnh Cuanza Sul, Angola.